# Lisa Scottoline
Lisa Scottoline (Filadelfia, 1º luglio 1955) è un avvocato e scrittrice statunitense di legal thriller.

## Biografia
Nata a Filadelfia (Pennsylvania), si laurea a pieni voti in lingua inglese all'Università di Pennsylvania. Nel 1981 si laurea in giurisprudenza alla University of Pennsylvania Law School.
Professa l'avvocatura con successo fino alla nascita di sua figlia Francesca Serritella: da quel momento decide di ritirarsi dal foro e di darsi alla scrittura a tempo pieno.
Ha scritto 30 romanzi best seller, tra cui Guarda ancora (2009) e Don't Go (2013), entrambi arrivati al secondo posto nella lista dei best seller del New York Times. 
È stata presidente dei Mystery Writers of America e ha vinto molti altri riconoscimenti, tra cui l'Edgar Allan Poe Award nel 1995 per il romanzo Final Appeal. 
I suoi romanzi sono stati tradotti in 30 lingue (di cui 17 in italiano) e diffusi in 30 milioni di copie solo negli Stati Uniti, escludendo esclusi audio, e-book e varie edizioni per ipovedenti.
Dal marzo 2007 Scottoline e sua figlia Francesca curano la rubrica umoristica Chick Wit per il The Philadelphia Inquirer.

## Opere

### Serie Rosato e associati
- Everywhere That Mary Went, New York, HarperPaperbacks, 1993.

- Legal Tender, New York, HarperCollins, 1996.

Fino a prova contraria, Milano Sperling & Kupfer, 1999. ISBN 88-200-2896-4.
- Rough Justice, New York, HarperCollins, 1997.

Giustizia sommaria, Milano Sperling & Kupfer, 2000. ISBN 88-200-3052-7.
- Mistaken Identity, New York, HarperCollins, 1998.

Colpevole o innocente, Milano Sperling & Kupfer, 2003. ISBN 88-200-3589-8.
- Moment of Truth, New York, HarperCollins, 1999.

Il momento della verità, Milano Sperling & Kupfer, 2001. ISBN 88-200-3215-5.
- The Vendetta Defense, New York, HarperCollins, 2001.

Legittima vendetta, Milano Sperling & Kupfer, 2002. ISBN 88-200-3382-8.
- Courting Trouble, New York, HarperCollins, 2002.

Processo alla difesa, Milano Sperling & Kupfer, 2004. ISBN 88-200-3696-7.
- Dead Ringer, New York, HarperCollins, 2003.

La morte del cliente , Milano Sperling & Kupfer, 2006. ISBN 88-200-4123-5.
- Killer Smile, New York, HarperCollins, 2004.

Il prezzo del silenzio, Milano Sperling & Kupfer, 2005. ISBN 88-200-3956-7.
- Lady Killer, New York, HarperCollins, 2008.

- Think Twice, New York, St. Martin's Press, 2010.

### Serie Rosato & DiNunzio
- Accused, New York, St. Martin's Press, 2013.
- Betrayed, New York, St. Martin's Press, 2014.
- Corrupted, New York, St. Martin's Press, 2015.
- Damaged, New York, St. Martin's Press, 2016.
- Exposed, New York, St. Martin's Press, 2017.
- Feared, New York, St. Martin's Press, 2018.

### Thriller fuori serie
- Final Appeal, New York, Harper Collins, 1994.

- Running From the Law, New York, Harper Collins, 1995.

- Devil's Corner, New York, Harper Collins, 2005.

L'angolo del diavolo, Milano, Sperling & Kupfer, 2007. ISBN 978-88-200-4352-0.
- Dirty Blonde, New York, Harper Collins, 2006.

Condotta indecente, Milano, Sperling & Kupfer, 2008. ISBN 978-88-200-4569-2.
- Daddy's Girl, New York, Harper Collins, 2007.

- Look again, New York, St. Martin's Press, 2009.

Guarda ancora, Roma, Fazi, 2010. ISBN 978-88-6411-126-1.
- Save Me, New York, St. Martin's Press, 2011.

Salvami, Roma, Fazi, 2012. ISBN 978-88-6411-511-5.
- Come Home, New York, St. Martin's Press, 2012.

Torna a casa, Roma, Fazi, 2014. ISBN 978-88-6411-807-9.
- Don't Go, New York, St. Martin's Press, 2013.

- Keep Quiet, New York, St. Martin's Press, 2014.

- Ever Fifteen Minutes, New York, St. Martin's Press, 2015.

Ogni quindici minuti, Roma, Fanucci, 2016. ISBN 978-88-6688-275-6.
- Most Wanted, New York, St. Martin's Press, 2016.

- One Perfect Lie, New York, St. Martin's Press, 2017.

False identità, Roma, Fanucci, 2017. ISBN 978-88-6688-346-3; Roma, One, 2019. ISBN 978-88-347-3778-1.
- After Anna, New York, St. Martin's Press, 2018.

Dopo Anna, Roma, Fanucci, 2018, ISBN 978-88-347-3639-5.
- Someone Knows, New York, G. P. Putnam's Sons, 2019.

Qualcuno conosce la verità, Roma, Fanucci, 2021. ISBN 978-88-6688-383-8.
- What Happened to the Bennetts, New York, G. P. Putnam's Sons, 2022.

- The Truth about the Devlins, New York, G. P. Putnam's Sons, 2024.

### Romanzi storici
- Eternal, New York, G. P. Putnam's Sons, 2021.
- Loyalty, New York, G. P. Putnam's Sons, 2023.

### Saggistica umoristica
- Why My Third Husband Will Be a Dog. The Amazing Adventures of an Ordinary Woman, New York, St. Martin's Griffin, 2009.
- My Nest Isn't Empty, It Just Has More Closet Space. The Amazing Adventures of an Ordinary Woman, con Francesca Serritella, New York, St. Martin's Griffin, 2010.
- Best Friends, Occasional Enemies. The Lighter Side of Life As a Mother and Daughter, con Francesca Serritella, New York, St. Martin's Griffin, 2011.
- Meet Me at Emotional Baggage Claim, con Francesca Serritella, New York, St. Martin's Press, 2012.
- Have a Nice Guilt Trip, con Francesca Serritella, New York, St. Martin's Press, 2014.
- Does This Beach Make Me Look Fat? True Stories and Confessions, con Francesca Serritella, New York, St. Martin's Press, 2015.
- I've Got Sand In All the Wrong Places, con Francesca Serritella, New York, St. Martin's Press, 2016.
- I Need a Lifeguard Everywhere But the Pool, con Francesca Serritella, New York, St. Martin's Press, 2017.
- I See Life Through Rosé-Colored Glasses. True Stories and Confessions, con Francesca Serritella, New York, St. Martin's Press, 2018.